# Facharzt für Thoraxchirurgie
Facharzt für Thoraxchirurgie, auch Thoraxchirurgin/Thoraxchirurg, ist in Deutschland die offizielle Bezeichnung für einen Facharzt, der sich auf die ärztliche Tätigkeit im Bereich Thoraxchirurgie des Gebietes Chirurgie spezialisiert hat.

## Gebiet Chirurgie
Das Gebiet Chirurgie umfasst die Vorbeugung, Erkennung, konservative und operative Behandlung, Nachsorge und Rehabilitation von chirurgischen Erkrankungen, Verletzungen und Verletzungsfolgen sowie angeborenen und erworbenen Formveränderungen und Fehlbildungen der Gefäße, der inneren Organe einschließlich des Herzens, der Stütz- und Bewegungsorgane sowie der Wiederherstellungs- und Transplantationschirurgie.

## Facharzt-Weiterbildung in Thoraxchirurgie
Um in Deutschland als Facharzt für Thoraxchirurgie tätig werden zu können, muss nach dem Abschluss eines Medizinstudiums und erteilter Approbation als Arzt eine mindestens 72 Monate dauernde Weiterbildung im Gebiet Chirurgie mit Erfolg absolviert worden sein.  Die Berechtigung zur Führung einer Facharzt-, Schwerpunkt- oder Zusatzbezeichnung wird nach einer mündlichen Prüfung von der zuständigen Landesärztekammer erteilt.
Die Weiterbildung muss an zugelassenen Weiterbildungsstätten absolviert werden: mindestens 72 Monate im Gebiet Chirurgie, davon müssen abgeleistet werden:
- 48 Monate in Thoraxchirurgie
- 6 Monate in der Notfallaufnahme
- 6 Monate in der Intensivmedizin.

Bis zu 12 Monate Weiterbildung können in anderen Gebieten erfolgen.
Bei der Anmeldung zur Weiterbildungsprüfung müssen der zuständigen Ärztekammer sämtliche Nachweise über die erfüllten Mindestanforderungen vorgelegt werden. Dazu gehören auch die Logbuch-Dokumentationen über alle durch die MWBO vorgegebenen Inhalte der Weiterbildung. Zur Weiterbildungsprüfung muss man darlegen, dass man über die entsprechenden Kenntnisse, Erfahrungen und Fertigkeiten im Fach verfügt.

### Inhalte der Weiterbildung
Zur Weiterbildungsprüfung muss dargelegt werden können, dass man Kenntnisse, Erfahrungen und Fertigkeiten unter anderem in folgenden Bereichen erlangt hat:
- Gemeinsame Inhalte der Facharzt-Weiterbildungen im Gebiet Chirurgie: siehe Facharzt für Allgemeinchirurgie.

- Thoraxchirurgische Notfälle
- Thoraxchirurgische Diagnostik-Verfahren, zum Beispiel endoskopische, sonographische und radiologische Verfahren
- Behandlung bei
  - Thorakalen Infektionen
  - Fehlbildungen
  - Funktionellen Störungen und Lungengerüsterkrankungen
  - Tumorerkrankungen
- Strahlenschutz

Die Inhalte der Musterweiterbildungsordnung sind allerdings nur eine Empfehlung für die rechtsverbindlichen Weiterbildungsordnungen der Landesärztekammern, die hiervon abweichende Regelungen treffen können.

## Zusatz-Weiterbildungen
Fachärztinnen und -ärzte für Gefäßchirurgie haben die Möglichkeit, sich durch Zusatz-Weiterbildung weiter zu qualifizieren. Hierzu gehört insbesondere die Zusatz-Weiterbildung Transplantationsmedizin. Außerdem besteht die Möglichkeit der Qualifizierung in den Zusatz-Weiterbildungen, die Fachärzten der Gebiete der unmittelbaren Patientenversorgung vorbehalten sind.